# Siedlce (województwo łódzkie)
Siedlce – wieś w Polsce położona w województwie łódzkim, w powiecie łaskim, w gminie Sędziejowice.
Przez wieś przebiega magistrala węglowa Gdynia – Śląsk. W miejscowości znajduje się przystanek kolejowy Siedlce Łaskie.
W latach 1975–1998 miejscowość położona była w województwie sieradzkim.